# Rotrax Sales
Rotrax Sales, zuvor Adams Rotrax und J. S. Rotrax, war ein britischer Hersteller von Automobilen.

## Unternehmensgeschichte
Dennis Adams, der zuvor für Marcos Cars tätig war, gründete 1988 das Unternehmen Adams Rotrax in Bradford-on-Avon in der Grafschaft Wiltshire. Er begann mit der Produktion von Automobilen und Kits. Der Markenname lautete Rotrax. 1991 übernahm Mike Kenyon das Unternehmen, benannte es in J. S. Rotrax um und verlegte den Unternehmenssitz nach Bristol. 1994 wurde daraus Rotrax Sales unter Leitung von Paul Jelf. 1997 endete die Produktion. Insgesamt entstanden etwa 75 Exemplare.
Rotrax Cars International aus Südafrika war Lizenznehmer.

## Fahrzeuge
Die Basis der Fahrzeuge bildete ein stabiles Fahrgestell. Darauf wurde eine offene Karosserie aus Fiberglas montiert. Der Vierzylindermotor kam vom Ford Cortina. Auf eine hohe Bodenfreiheit wurde viel Wert gelegt. Anfangs stand nur das zweisitzige Modell Sport im Angebot. Der viersitzige Safari mit längerem Radstand ergänzte 1991 das Sortiment.